# Урал (фирма)
Ура́л (в 1992―2007 годах ― Этюд-Урал) ― предприятие в Свердловске (после распада СССР ― в Екатеринбурге), существовавшее в 1963―2007 годах. Занималось выпуском музыкальных инструментов (пианино, электрогитар и акустических гитар) и деталей для них. В 1992 году было реорганизовано в фирму по производству мебели. В 2007 году было ликвидировано. В 1976 году фабрика «Урал» была награждена орденом «Знак Почёта».

## История
Фирма была основана 21 сентября 1963 года указом Среднеуральского совнархоза на базе завода «Уральский пролетарий» и фабрики пианино «Урал» (созданы в 1935 и 1949 годах соответственно). Изначально носила название «предприятие клавишных инструментов „Урал“». Предприятие состояло из машинно-заготовительного, металлообрабатывающего, ремонтного, сушильно-раскройного и транспортного участков, двух сборочных цехов (№2 и №3), а также чугунолитейного цеха №4. В 1960-х годах на предприятии были внедрены технологии отделки чугунных рам и конвейеризации сборки узла футора пианино и отделки деки.
В 1969 году фирма начала производить реплику гитары «Ленинград», получившую название «Тоника», в 1975 году ― гитару «Урал». В 1960―1970-х годах на предприятии также началось производство пианино «Элегия» и «Этюд-3», а также чугунных рам для роялей. В 1970―1975 годах была произведена механизация производства и увеличение перечня выпускаемой продукции. В 1975 году фабрика экспортировала 1350 единиц пианино в 8 стран. В 1976―1990-х годах начался выпуск пианино «Этюд-1» и «Этюд-2» и акустических гитар мензурой 610 и 650 миллиметров. В тот же период на фабрике были введены трансформаторная подстанция и компрессорная установка, детский сад на 140 мест и жилой дом размером в 140 квартир. Экспорт предприятия составил 1600 штук пианино в год.
В ноябре 1992 года фабрика была приватизирована трудовым коллективом и реорганизована в товарищество с ограниченной ответственностью под названием «Этюд-Урал», занимавшееся производством мебели. Была осуществлена перестройка управления структурных подразделений, был введён сборочный цех пианино. В 1998 году было прекращено производство гитар. По состоянию на 1 марта 2000 года, на предприятии работало более 200 сотрудников. В 2007 году фирма была ликвидирована, на её месте (Сибирский тракт, дом 12) был открыт бизнес-парк «Деловой квартал».

## Награды
В 1976 году фабрика была награждена орденом «Знак Почёта».